# Родіоново-Несвітайська
Родіоново-Несвітайська (рос. Родионово-Несветайская) — слобода в Ростовській області, Росія.
Адміністративний центр Родіоново-Несвітайського району й Родіоново-Несвітайського сільського поселення.

## Історія
Місцевість району почала заселятися наприкінці першої половини 18 сторіччя з утворенням Міуського округу.
У 1802 році військова канцелярія віддала підполковнику Марку Родіонову ділянку землі під поселення, яке він заселив українськими селянами. Селище найменовали Родіоновим. Оскільки воно розташоване над річкою Великий Несвітай, його почали йменувати Родіоново-Несвітайським. Перетворене потім на нинішню слободу Родіоново-Несвітайську, вона стала центром Родіоново-Несвітайського району.

## Географія
Слобода Родіоново-Несвітайська розташований за 42 км від Ростова-на-Дону та за 30 км від Новошахтинська. Райцентр на дві частини розділяє не тільки річка Великий Несвітай, але й жвава автотраса «Ростов-Новошахтинськ».

## Населення
| 1959 | 1989 | 2010 |
| ---- | ---- | ---- |
| 2375 | 4957 | 6379 |

## Пам'ятки
- Храм святителя Миколи.[7]